# خانه بخت (مجموعه تلویزیونی ۱۳۷۸)
خانهٔ بخت یک مجموعه تلویزیونی محصول سال ۱۳۷۸ به کارگردانی شاپور قریب، نویسندگی  و تهیه‌کنندگی  می‌باشد که از شبکه پخش شد.

## بازیگران
- محمود بصیری
- مهری آل آقا